# Cardiff West (circonscription du Parlement britannique)
Ne doit pas être confondu avec Cardiff West (circonscription galloise).
Circonscription parlementaire de la 

Chambre des communes
Cardiff West est une circonscription électorale britannique située au pays de Galles.

## Members of Parliament
| Election | Election | Membres,        | Parti        | Portrait |
| -------- | -------- | --------------- | ------------ | -------- |
|          | 1950     | George Thomas   | Labour       |          |
|          | 1976     | George Thomas   | Speaker      |          |
|          | 1983     | Stefan Terlezki | Conservateur |          |
|          | 1987     | Rhodri Morgan   | Labour       |          |
|          | 2001     | Kevin Brennan   | Labour       |          |

## Élections

### Élections dans les années 2010
| Élections générales de 2017: Cardiff West |                    |               |        |      |       |
| Parti                                     | Parti              | Candidat      | Votes  | %    | ±     |
|                                           | Labour             | Kevin Brennan | 26,425 | 56.7 | +16.0 |
|                                           | Conservateur       | Matt Smith    | 13,874 | 29.8 | +4.6  |
|                                           | Plaid Cymru        | Michael Deem  | 4,418  | 9.5  | −4.4  |
|                                           | Libéral Démocrates | Alex Meredith | 1,214  | 2.6  | −2.1  |
|                                           | UKIP               | Richard Lewis | 698    | 1.5  | −9.7  |
| Majorité                                  | Majorité           | Majorité      | 12,551 | 26.9 | +11.4 |
| Participation                             | Participation      | Participation | 46,629 | 69.8 | +4.2  |
|                                           | Labour hold        | Labour hold   | Swing  | +5.7 |       |

| Élections générales de 2015: Cardiff West, |                    |                   |        |      |       |
| Parti                                      | Parti              | Candidat          | Votes  | %    | ±     |
|                                            | Labour             | Kevin Brennan     | 17,803 | 40.7 | −0.6  |
|                                            | Conservateur       | James Taghdissian | 11,014 | 25.2 | −4.5  |
|                                            | Plaid Cymru        | Neil McEvoy       | 6,096  | 13.9 | +6.9  |
|                                            | UKIP               | Brian Morris      | 4,923  | 11.2 | +8.5  |
|                                            | Libéral Démocrates | Cadan ap Tomos    | 2,069  | 4.7  | −12.8 |
|                                            | Green              | Ken Barker        | 1,704  | 3.9  | +2.1  |
|                                            | TUSC               | Helen Jones       | 183    | 0.4  | N/A   |
| Majorité                                   | Majorité           | Majorité          | 6,789  | 15.5 | +3.9  |
| Participation                              | Participation      | Participation     | 43,792 | 65.6 | +0.4  |
|                                            | Labour hold        | Labour hold       | Swing  | +1.9 |       |

| Élections générales de 2010: Cardiff West, |                    |                    |        |      |       |
| Parti                                      | Parti              | Candidat           | Votes  | %    | ±     |
|                                            | Labour             | Kevin Brennan      | 16,893 | 41.2 | −3.6  |
|                                            | Conservateur       | Angela Jones-Evans | 12,143 | 29.6 | +7.0  |
|                                            | Libéral Démocrates | Rachael Hitchinson | 7,186  | 17.5 | +0.5  |
|                                            | Plaid Cymru        | Mohammed Islam     | 2,868  | 7.0  | −5.9  |
|                                            | UKIP               | Michael Hennessey  | 1,117  | 2.7  | +0.6  |
|                                            | Green              | Jake Griffiths     | 750    | 1.8  | N/A   |
| Majorité                                   | Majorité           | Majorité           | 4,750  | 11.6 | -12.0 |
| Participation                              | Participation      | Participation      | 40,957 | 65.2 | +7.0  |
|                                            | Labour hold        | Labour hold        | Swing  | −5.3 |       |

### Élections dans les années 2000
| Élections générales de 2005: Cardiff West |                      |                         |        |      |      |
| Parti                                     | Parti                | Candidat                | Votes  | %    | ±    |
|                                           | Labour               | Kevin Brennan           | 15,729 | 45.5 | −9.1 |
|                                           | Conservateur         | Simon Baker             | 7,562  | 21.9 | +0.6 |
|                                           | Libéral Démocrates   | Alison Goldsworthy      | 6,060  | 17.5 | +4.4 |
|                                           | Plaid Cymru          | Neil McEvoy             | 4,316  | 12.5 | +2.8 |
|                                           | UKIP                 | Joe Callan              | 727    | 2.1  | +0.7 |
|                                           | Rainbow Dream Ticket | Catherine Taylor-Dawson | 167    | 0.5  | N/A  |
| Majorité                                  | Majorité             | Majorité                | 8,167  | 23.6 | -9.7 |
| Participation                             | Participation        | Participation           | 34,561 | 57.7 | −0.7 |
|                                           | Labour hold          | Labour hold             | Swing  | −4.8 |      |

| Élections générales de 2001: Cardiff West |                    |               |        |      |       |
| Parti                                     | Parti              | Candidat      | Votes  | %    | ±     |
|                                           | Labour             | Kevin Brennan | 18,594 | 54.6 | −5.8  |
|                                           | Conservateur       | Andrew Davies | 7,273  | 21.3 | −0.2  |
|                                           | Libéral Démocrates | Jacqui Gasson | 4,458  | 13.1 | +2.2  |
|                                           | Plaid Cymru        | Delme Bowen   | 3,296  | 9.7  | +4.8  |
|                                           | UKIP               | Joyce Jenking | 462    | 1.4  | N/A   |
| Majorité                                  | Majorité           | Majorité      | 11,321 | 33.3 | -5.5  |
| Participation                             | Participation      | Participation | 34,083 | 58.4 | −10.7 |
|                                           | Labour hold        | Labour hold   | Swing  |      |       |

### Élections dans les années 1990
| Élections générales de 1997: Cardiff West |                    |                |        |      |       |
| Parti                                     | Parti              | Candidat       | Votes  | %    | ±     |
|                                           | Labour             | Rhodri Morgan  | 24,297 | 60.3 | +7.1  |
|                                           | Conservateur       | Simon Hoare    | 8,669  | 21.5 | −11.4 |
|                                           | Libéral Démocrates | Jacqui Gasson  | 4,366  | 10.8 | −0.1  |
|                                           | Plaid Cymru        | Gwenllian Carr | 1,949  | 4.8  | +2.3  |
|                                           | Référendum         | Trefor Johns   | 996    | 2.5  | N/A   |
| Majorité                                  | Majorité           | Majorité       | 15,628 | 38.8 | +18.5 |
| Participation                             | Participation      | Participation  | 40,277 | 69.2 | -8.3  |
|                                           | Labour hold        | Labour hold    | Swing  |      |       |

| Élections générales de 1992: Cardiff West, |                    |                   |        |      |       |
| Parti                                      | Parti              | Candidat          | Votes  | %    | ±     |
|                                            | Labour             | Rhodri Morgan     | 24,306 | 53.2 | +7.7  |
|                                            | Conservateur       | Michael J. Prior  | 15,015 | 32.9 | −3.6  |
|                                            | Libéral Démocrates | Jacqui Gasson     | 5,002  | 10.9 | −5.4  |
|                                            | Plaid Cymru        | Penni M. Bestic   | 1,177  | 2.6  | +0.9  |
|                                            | Natural Law        | Andrew E. Harding | 184    | 0.4  | +0.4  |
| Majorité                                   | Majorité           | Majorité          | 9,291  | 20.3 | +11.3 |
| Participation                              | Participation      | Participation     | 45,684 | 77.5 | −0.3  |
|                                            | Labour hold        | Labour hold       | Swing  | +5.6 |       |

### Élections dans les années 1980
| Élections générales de 1987: Cardiff West |                                   |                                   |        |      |       |
| Parti                                     | Parti                             | Candidat                          | Votes  | %    | ±     |
|                                           | Labour                            | Rhodri Morgan                     | 20,329 | 45.5 | +11.9 |
|                                           | Conservateur                      | Stefan Terlezki                   | 16,284 | 36.5 | −1.5  |
|                                           | Social Democratic                 | Robert Drake                      | 7,300  | 16.4 | −9.1  |
|                                           | Plaid Cymru                       | Peter Keelan                      | 736    | 1.7  | −0.4  |
| Majorité                                  | Majorité                          | Majorité                          | 4,045  | 9.1  | N/A   |
| Participation                             | Participation                     | Participation                     |        | 77.8 | +8.2  |
|                                           | Labour vainqueur sur Conservateur | Labour vainqueur sur Conservateur | Swing  |      |       |

| Élections générales de 1983: Cardiff West |                                    |                                    |        |      |     |
| Parti                                     | Parti                              | Candidat                           | Votes  | %    | ±   |
|                                           | Conservateur                       | Stefan Terlezki                    | 15,472 | 38.0 |     |
|                                           | Labour                             | David Seligman                     | 13,698 | 33.6 |     |
|                                           | Social Democratic                  | Jeffrey Thomas                     | 10,388 | 25.5 |     |
|                                           | Plaid Cymru                        | Meurig Parri                       | 848    | 2.1  |     |
|                                           | Ecology                            | Graham Jones                       | 352    | 0.9  |     |
| Majorité                                  | Majorité                           | Majorité                           | 1,774  | 4.4  | N/A |
| Participation                             | Participation                      | Participation                      | 40,758 | 69.6 | N/A |
|                                           | Conservateur vainqueur sur Speaker | Conservateur vainqueur sur Speaker | Swing  | N/A  |     |

### Élections dans les années 1970
| Élections générales de 1979: Cardiff West |                              |                              |        |      |       |
| Parti                                     | Parti                        | Candidat                     | Votes  | %    | ±     |
|                                           | Speaker                      | George Thomas                | 27,035 | 85.6 | +35.6 |
|                                           | Plaid Cymru                  | A. Ogwen                     | 3,272  | 10.4 | +4.9  |
|                                           | National Front               | C. Gibbon                    | 1,287  | 4.1  | N/A   |
| Majorité                                  | Majorité                     | Majorité                     | 23,763 | 75.2 | +56.8 |
| Participation                             | Participation                | Participation                | 31,594 | 60.8 | -8.9  |
|                                           | Speaker vainqueur sur Labour | Speaker vainqueur sur Labour | Swing  |      |       |

| Élections générales d'octobre 1974: Cardiff West |               |               |        |      |   |
| Parti                                            | Parti         | Candidat      | Votes  | %    | ± |
|                                                  | Labour        | George Thomas | 18,153 | 50.0 |   |
|                                                  | Conservateur  | W. F. Dunn    | 11,481 | 31.6 |   |
|                                                  | Libéral       | R. M. James   | 4,669  | 12.9 |   |
|                                                  | Plaid Cymru   | D. Hughes     | 2,008  | 5.5  |   |
| Majorité                                         | Majorité      | Majorité      | 6,672  | 18.4 |   |
| Participation                                    | Participation | Participation |        | 69.7 |   |
|                                                  | Labour hold   | Labour hold   | Swing  |      |   |

| Élections générales de février 1974: Cardiff West |               |               |        |      |   |
| Parti                                             | Parti         | Candidat      | Votes  | %    | ± |
|                                                   | Labour        | George Thomas | 16,712 | 44.0 |   |
|                                                   | Conservateur  | G. J. Neale   | 13,366 | 35.2 |   |
|                                                   | Libéral       | R. M. James   | 5,812  | 15.3 |   |
|                                                   | Plaid Cymru   | D. Hughes     | 2,093  | 5.5  |   |
| Majorité                                          | Majorité      | Majorité      | 3,346  | 8.8  |   |
| Participation                                     | Participation | Participation |        | 73.6 |   |
|                                                   | Labour hold   | Labour hold   | Swing  |      |   |

| Élections générales de 1970: Cardiff West |               |                                |        |      |   |
| Parti                                     | Parti         | Candidat                       | Votes  | %    | ± |
|                                           | Labour        | George Thomas                  | 21,655 | 49.8 |   |
|                                           | Conservateur  | Robert C. Williams             | 15,878 | 36.5 |   |
|                                           | Plaid Cymru   | Dafydd Hughes                  | 4,378  | 10.1 |   |
|                                           | Libéral       | Stephen Robert Charles Wanhill | 1,594  | 3.7  |   |
| Majorité                                  | Majorité      | Majorité                       | 5,777  | 13.3 |   |
| Participation                             | Participation | Participation                  |        | 71.0 |   |
|                                           | Labour hold   | Labour hold                    | Swing  |      |   |

### Élections dans les années 1960
| Élections générales de 1966: Cardiff West |               |                 |        |       |   |
| Parti                                     | Parti         | Candidat        | Votes  | %     | ± |
|                                           | Labour        | George Thomas   | 26,139 | 61.00 |   |
|                                           | Conservateur  | Sidney W Doxsey | 16,714 | 39.00 |   |
| Majorité                                  | Majorité      | Majorité        | 9,425  | 21.99 |   |
| Participation                             | Participation | Participation   |        | 75.06 |   |
|                                           | Labour hold   | Labour hold     | Swing  |       |   |

| Élections générales de 1964: Cardiff West |               |               |        |       |   |
| Parti                                     | Parti         | Candidat      | Votes  | %     | ± |
|                                           | Labour        | George Thomas | 25,998 | 59.17 |   |
|                                           | Conservateur  | Keith T Flynn | 17,941 | 40.83 |   |
| Majorité                                  | Majorité      | Majorité      | 8,057  | 18.34 |   |
| Participation                             | Participation | Participation |        | 76.40 |   |
|                                           | Labour hold   | Labour hold   | Swing  |       |   |

### Élections dans les années 1950
| Élections générales de 1959: Cardiff West |               |                         |         |       |   |
| Parti                                     | Parti         | Candidat                | Votes   | %     | ± |
|                                           | Labour        | George Thomas           | '25,390 | 53.29 |   |
|                                           | Conservateur  | Adrian Lincoln Hallinan | 22,258  | 46.71 |   |
| Majorité                                  | Majorité      | Majorité                | 3,132   | 6.57  |   |
| Participation                             | Participation | Participation           |         | 80.05 |   |
|                                           | Labour hold   | Labour hold             | Swing   |       |   |

| Élections générales de 1955: Cardiff West |               |               |        |       |   |
| Parti                                     | Parti         | Candidat      | Votes  | %     | ± |
|                                           | Labour        | George Thomas | 26,042 | 55.27 |   |
|                                           | Conservateur  | Emrys Simons  | 21,080 | 44.73 |   |
| Majorité                                  | Majorité      | Majorité      | 4,962  | 10.53 |   |
| Participation                             | Participation | Participation |        | 76.69 |   |
|                                           | Labour hold   | Labour hold   | Swing  |       |   |

| Élections générales de 1951: Cardiff West |               |                         |        |       |   |
| Parti                                     | Parti         | Candidat                | Votes  | %     | ± |
|                                           | Labour        | George Thomas           | 28,995 | 55.13 |   |
|                                           | Conservateur  | Adrian Lincoln Hallinan | 23,595 | 44.87 |   |
| Majorité                                  | Majorité      | Majorité                | 5,400  | 10.27 |   |
| Participation                             | Participation | Participation           |        | 84.11 |   |
|                                           | Labour hold   | Labour hold             | Swing  |       |   |

| Élections générales de 1950: Cardiff West |                                  |                         |        |       |     |
| Parti                                     | Parti                            | Candidat                | Votes  | %     | ±   |
|                                           | Labour                           | George Thomas           | 27,200 | 54.30 |     |
|                                           | Conservateur                     | Charles Stuart Hallinan | 22,893 | 45.70 |     |
| Majorité                                  | Majorité                         | Majorité                | 4,307  | 8.60  | N/A |
| Participation                             | Participation                    | Participation           |        | 82.23 | N/A |
|                                           | Labour Vainqueur (nouveau siège) |                         |        |       |     |